# Te lo dije
Te lo dije è un singolo della cantante dominicana Natti Natasha e della cantante brasiliana Anitta, pubblicato il 15 febbraio 2019 su etichetta discografica Pina Records. È il sesto singolo estratto dall'album di debutto di Natti Natasha, Iluminatti.

## Classifiche
| Classifica (2019) | Posizione massima |
| ----------------- | ----------------- |
| Uruguay           | 20                |